# Golpe de Estado en Guatemala de 1982
El golpe de Estado en Guatemala de 1982 fue un golpe militar ocurrido el 23 de marzo de 1982 en Guatemala llevado a cabo por oficiales militares de bajo rango, que derrocó al gobierno del general Fernando Romeo Lucas García e instaló una junta militar de tres miembros encabezada por el general Efraín Ríos Montt. El general gobernó durante un breve pero sangriento período de 17 meses antes de ser derrocado por su ministro de Defensa, el general Óscar Humberto Mejía Víctores en otro golpe.

## El golpe de Estado
Tras las elecciones del 7 de marzo de 1982, que fueron ampliamente vistas como amañadas a favor del candidato respaldado por el gobierno, Ángel Aníbal Guevara, oficiales subalternos del ejército y la fuerza aérea insatisfechos que querían elecciones libres y un presidente civil comenzaron a planear un golpe de Estado para impedir el ascenso al poder de Guevara, quien debía ser investido presidente el 1 de julio.
Alrededor de 19 oficiales militares, junto con Lionel Sisniga Otero, candidato a vicepresidente por el Movimiento de Liberación Nacional (MLN) en las elecciones de marzo, participaron en la conspiración del intento de golpe de Estado durante ocho días. Durante ese período, lograron obtener el apoyo de altos oficiales de la fuerza aérea y brigadas de élite del ejército. El 23 de marzo de 1982, el golpe finalmente se lanzó alrededor de las 4 am. La fuerza rebelde de 2,000 hombres, que se identificaban entre sí mediante modificaciones específicas del uniforme, rodeó con éxito el Palacio Nacional y forzó la renuncia del presidente Romeo Lucas García de una manera casi incruenta. Fue llevado al aeropuerto internacional y salió de Guatemala poco después. Mientras tanto, apenas tres horas después del inicio del golpe, Lionel Sisniga anunció el golpe en una estación de radio tomada a la nación, declarando intenciones de que se celebraran nuevas elecciones.
Tras el éxito del golpe, el general Efraín Ríos Montt fue convocado al Palacio Nacional, elegido para dirigirlo ya que alguna vez fue director de la Escuela Politécnica y, por lo tanto, respetado por muchos en el ejército. Allí, fue nombrado jefe de una junta militar de tres miembros; los otros dos miembros de la junta eran el general Horacio Maldonado Shad y el coronel Francisco Luis Gordillo. Por la noche, el general Ríos Montt pronunció su primer discurso a nivel nacional, prometiendo "paz, trabajo y seguridad" para la nación. Anunció además la disolución del congreso y declaró que la junta gobernaría por decreto. Dijo también que todo enemigo debía ser fusilado, no asesinado. Los golpistas, que esperaban una junta civil-militar y elecciones inmediatas, se desilusionaron cuando sus esperanzas se vieron frustradas. El general disminuyó el papel de los participantes civiles después de tomar el cargo, incluido Lionel Sisniga, quien fue marginado. Esto se debió en parte a que el partido de Sisniga, el MLN, "robó" la victoria del general Ríos Montt, candidato de la Democracia Cristiana Guatemalteca (DCG), en las elecciones de 1974, que se percibieron como fraudulentas.

## Después del golpe
Durante el gobierno de Ríos Montt, entre el 23 de marzo de 1982 y el 8 de agosto de 1983, se inició una ofensiva contra la recién formada Unidad Revolucionaria Nacional Guatemalteca (URNG), una organización paraguas compuesta por grupos guerrilleros marxistas. Lanzó campañas de exterminio contra rebeldes de izquierda e indígenas. Bajo su gobierno, el ejército y sus unidades paramilitares destruyeron sistemáticamente más de 600 aldeas. Aproximadamente 200.000 personas murieron o desaparecieron, 1,5 millones fueron desplazadas y más de 150.000 emigraron a México. La Comisión para el Esclarecimiento Histórico informó que el 93% de la violencia ocurrida durante este período fue patrocinada por el Estado, mientras que las guerrillas fueron responsables del 3%. El 83% de las víctimas eran mayas, mientras que el 17% eran ladinas. Este período se conoce como el "Holocausto Silencioso".
Incapaz de obtener el apoyo de los principales detentadores del poder en Guatemala, como los terratenientes ricos, los políticos conservadores y los oficiales del ejército, fue derrocado el 8 de agosto de 1983 por el ministro de Defensa, el general Óscar Humberto Mejía Víctores. Entre los factores que contribuyeron a su caída se encuentran su comportamiento errático y su fanatismo religioso, una economía en declive y un historial de deterioro de los derechos humanos.